# Marquartstein
Marquartstein ist eine Gemeinde im oberbayerischen Landkreis Traunstein. Der gleichnamige Hauptort ist Sitz der Gemeindeverwaltung und Sitz der Verwaltungsgemeinschaft Marquartstein. Die Gemeinde wird in allen Jahreszeiten von Touristen besucht und ist staatlich anerkannter Luftkurort.

## Geografie

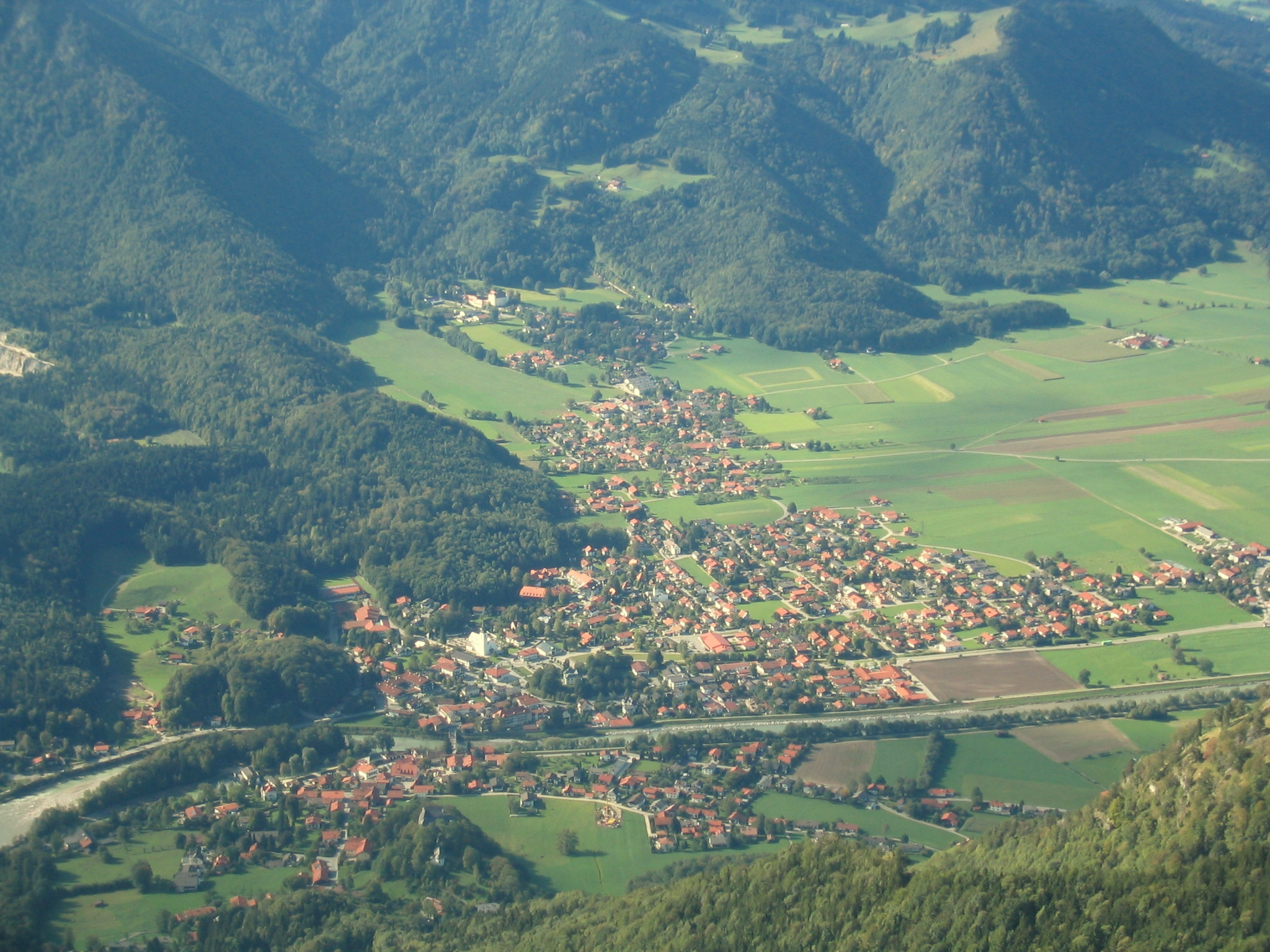
Marquartstein mit Piesenhausen und Niedernfels

### Geografische Lage
Marquartstein liegt im Chiemgau etwa zehn Kilometer südlich des Chiemsees im Tal der Tiroler Achen. Der Fluss teilt den Ort in zwei Hälften. Östlich liegt der historische Ortskern Alt-Marquartstein und die Burg Marquartstein, auf der anderen Flussseite befinden sich die Pfarrkirche Heiligblut, Rathaus und die Mehrheit der Wohnflächen. Die beiden Ortsteile werden durch zwei Brücken miteinander verbunden.
Ungefähr auf der Höhe von Marquartstein öffnet sich das Achental in Richtung Norden. Die Hausberge Marquartsteins, Hochgern und Hochplatte, bilden den nördlichen Rand der Chiemgauer Alpen, welche dort in den Chiemgau münden.

### Gemeindegliederung
Es gibt 20 Gemeindeteile (in Klammern ist der Siedlungstyp angegeben):
- Dicking (Einöde)
- Donau (Einöde)
- Entlehen (Einöde)
- Freiweidach (Weiler)
- Geisenhausen (Weiler)
- Gränzmühle (Einöde)
- Hängthal (Weiler)
- Holzen (Einöde)
- Lanzing (Weiler)
- Marquartstein (Pfarrdorf)
- Mooshäusl (Einöde)
- Niedernfels (Dorf)
- Oed (Dorf)
- Pettendorf (Dorf)
- Piesenhausen (Dorf)
- Schwaig (Berghütte)
- Streunthal (Weiler)
- Süssen (Weiler)
- Vogllug (Weiler)
- Wuhrbichl (Weiler)

## Geschichte

### Burg Marquartstein
Die Gründung der Burg Marquartstein fällt in das Jahr 1075 und fand durch den Chiemgaugrafen Marquardt statt. Nachdem die Burg Ende des 13. Jahrhunderts an das Adelsgeschlecht der Wittelsbacher überging, war es bis 1803 Sitz eines Pflegamts. In diesem Jahr schloss man Marquartstein an das Amtsgericht Traunstein an, woraufhin die Burg nach und nach verfiel.
1857 wurde die Burg von Jemina Montgomery, einer englischen Schriftstellerin, und ihrem Ehemann Cajetan von Tautphoeus erworben, womit sie erstmals in Privatbesitz geriet. Nachdem 1928 in der Burg das Landschulheim Marquartstein gegründet worden war, war die Burg 30 Jahre lang ein Gymnasium. Nach dem Umzug der Schule in das neue Schloss unweit der Burg 1958 war die Burg erneut ca. 30 Jahre dem Verfall geweiht, bevor sie von dem Münchner Kunsthändler Konrad O. Bernheimer 1987 gekauft und saniert wurde.
Seit 2015 steht die Burg wieder zum Verkauf durch Bernheimer, jedoch war eine Versteigerung im Londoner Auktionshaus Sotheby’s bisher erfolglos.
Der Name des Gemeindeteils Grenzmühle wurde durch Bescheid des Landratsamts Traunstein vom 7. März 2013 in Gränzmühle geändert.

### Verkehr
1884 erfolgte der Bau der Lokalbahn Übersee–Grassau–Marquartstein. Diese war dank einer Zementfabrik, die auf den Transport über die Schiene angewiesen war, eine der profitabelsten in ganz Bayern. 1968 wurde der Personenverkehr mangels Fahrgastzahlen eingestellt. Nachdem ab 1992 auch kein Güterverkehr mehr die Strecke bediente, wurde sie nach und nach zurückgebaut. Der Platz des alten Bahnhofs in Marquartstein wurde für einen Neubau des Rathauses genutzt, auf dem Vorplatz erinnert ein Prellbock an den ehemaligen Zugverkehr.

### Gemeindegründung und Eingemeindungen

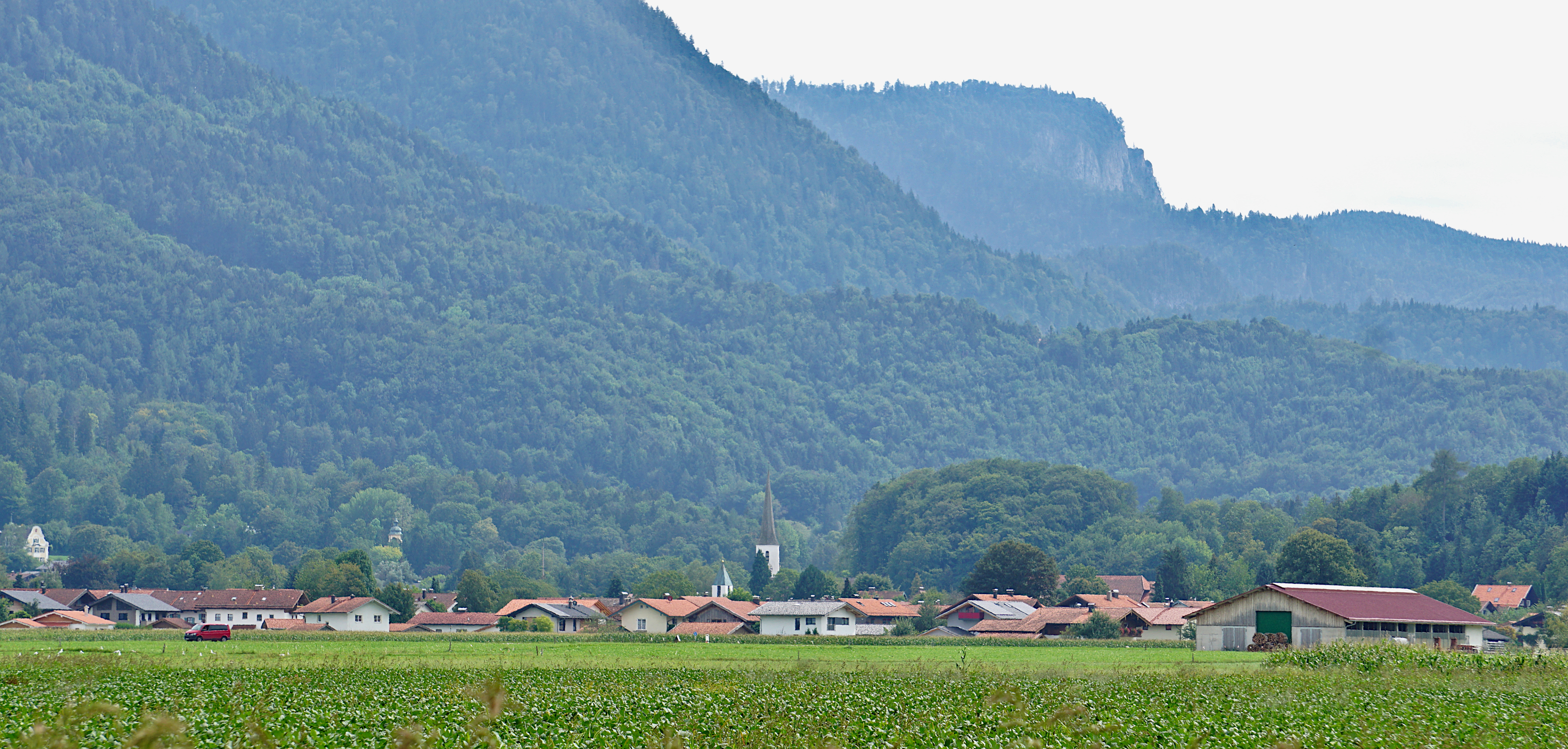
Ortskern von Marquartstein von Grassau aus gesehen

Am 1. April 1938 wurde Marquartstein eine selbständige politische Gemeinde, die aus Teilen der Gemeinden Grassau, Schleching und Unterwössen sowie der Forstbezirke Marquartstein und Piesenhausen gebildet wurde. Im Jahre 1962 wurden die drei Ortschaften Niedernfels, Pettendorf und Piesenhausen von der Gemeinde Grassau in die Gemeinde Marquartstein umgemeindet. Seit 1978 bilden die Gemeinden Staudach-Egerndach und Marquartstein eine Verwaltungsgemeinschaft mit Sitz in Marquartstein.

### Einwohnerentwicklung
Zwischen 1988 und 2018 wuchs die Gemeinde von 2729 auf 3247 um 518 Einwohner bzw. um 19 %.

## Politik

### Gemeinderat
Die Gemeinderatswahl 2020 ergab folgende Stimmenanteile und Sitzverteilung:
| Partei/Liste           | %     | Sitze |
| ---------------------- | ----- | ----- |
| CSU                    | 29,60 | 5     |
| Grüne und Offene Liste | 28,18 | 4     |
| Bürgerliste            | 42,22 | 7     |

### Bürgermeister
- 1. Bürgermeister: Andreas Scheck seit 1. Mai 2014 (2020 mit 66,77 % wiedergewählt)
- 2. Bürgermeisterin: Claudia Kraus

### Wappen
| Wappen von Marquartstein | Blasonierung: „Gespalten; links in Silber ein schwarzer Giebel mit vier Stufen, rechts in Blau zwei gekreuzte silberne Pilgerstäbe, auf der Kreuzung belegt mit einer silbernen Pilgermuschel.“ |
| Wappen von Marquartstein | Wappenbegründung: Der Stufengiebel ist das auf Siegeln aus dem 14. Jahrhundert überlieferte Wappenbild der um 1400 erloschenen Adelsfamilie von Hohenstein. Die Grafen von Hohenstein gelten als Gründer der Burg Marquartstein im späten 11. Jahrhundert, also in einer Zeit, als es noch keine Wappen gab. Die Burg kam schon vor 1150 in den Besitz der Grafen von Kraiburg-Ortenburg (ausgestorben 1248). Ein Engelbert von Hohenstein war nach 1276 herzoglich bayerischer Burgpfleger. Das hintere Feld zeigt in Abwandlung das Wappen der Freiherren von Tautphoeus (zwei gekreuzte silberne Pilgerstäbe, begleitet von vier silbernen Muscheln). Das Gemeindewappen basiert auf einem Entwurf Helmut von Tautphoeus’. |

### Gemeindepartnerschaften
- St. Andrä (Brixen) (Italien), seit 1981

## Wirtschaft

### Verkehr
Die nächstliegende Autobahn ist die A 8 München-Salzburg. Die B 305 Bernau – Marquartstein – Reit im Winkl durchquert den Ort in Nord-Süd-Richtung und dient besonders im Winter dem Fremdenverkehr in die Skigebiete Bayerns und Österreichs.
Der nächstliegende Bahnhof ist der Bahnhof Übersee an der Bahnstrecke Rosenheim–Salzburg.
Die Verkehrsbedienung im ÖPNV erfolgt heute durch die Buslinien 9505 (Reit im Winkl – Marquartstein – Prien), 9508 (Marquartstein – Bergen) und 9509 (Reit im Winkl – Marquartstein – Übersee – Traunstein) der DB-Tochter Regionalverkehr Oberbayern. Marquartstein dient im lokalen Busverkehr als Drehkreuz, vor allem durch die ansässigen Schulen, deren Schüler auf die Busverbindungen angewiesen sind.

### Ansässige Unternehmen

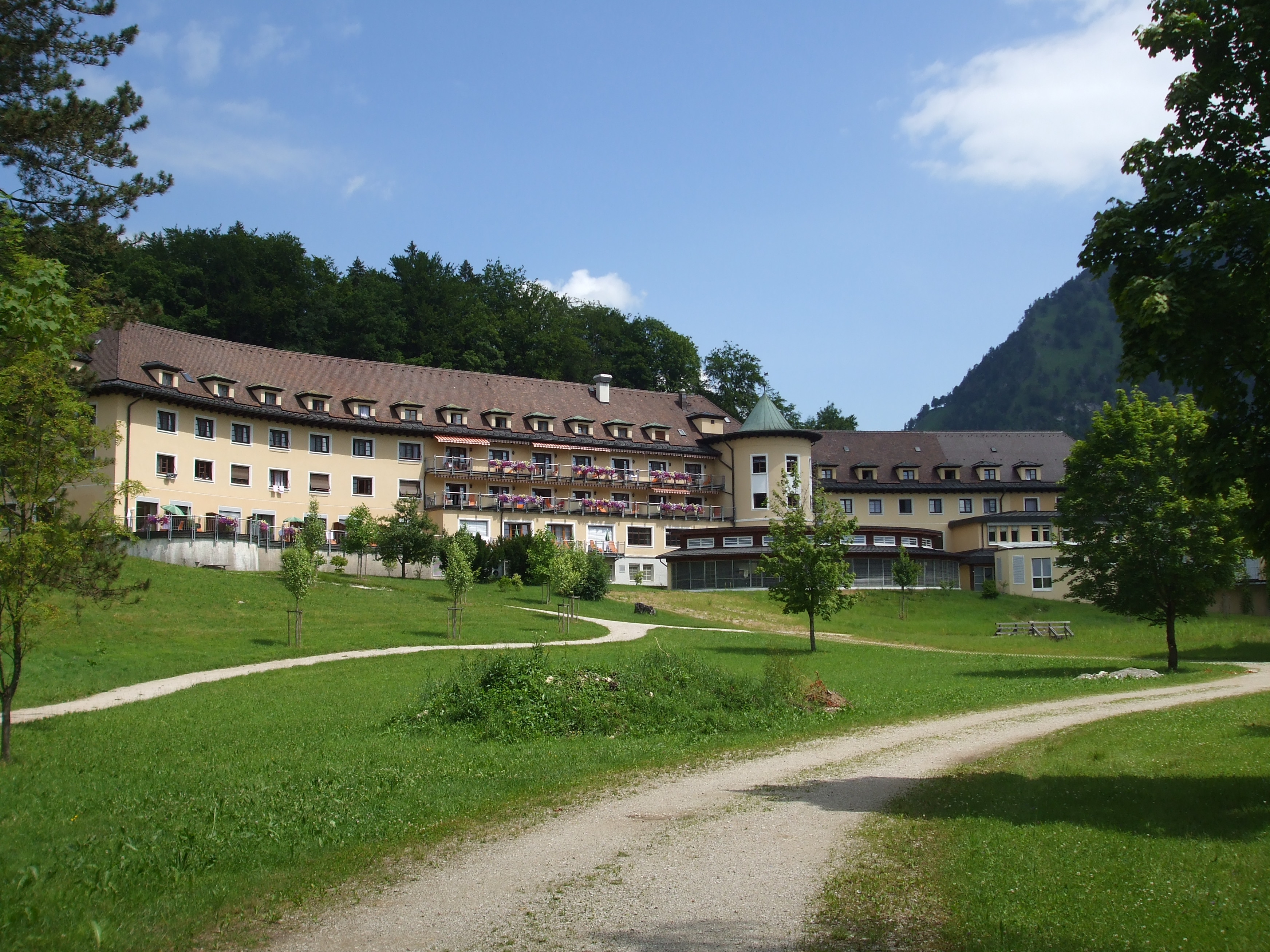
Chiemgau-Klinik in Marquartstein

Marquartstein beheimatet einige touristische Einrichtungen, darunter der Sessellift auf die westlich gelegene Hochplatte und ein Märchen-Erlebnispark sowie eine Vielzahl an Hotels, Pensionen und Gaststätten.
Ein bis heute nicht unerheblicher Wirtschaftsfaktor in der dörflichen Umgebung der Region ist die alteingesessene Chiemgau-Klinik im Ortsteil Geisenhausen, ehemals Kureinrichtung der Deutschen Bundesbahn, heute der „Deutschen Rentenversicherung Knappschaft-Bahn-See“.
In den 2010er-Jahren haben sich außerdem durch die Entstehung eines Gewerbegebietes am nördlichen Dorfrand weitere mittelständische Unternehmen angesiedelt, darunter beispielsweise die Druckerei Linus Wittich sowie der Gleitschirmhersteller Skywalk und X-Gloo, ein Unternehmen für die Herstellung von Leichtbauzelten. Der Internetportalbetreiber P.S. Consulting AG ist hier ebenfalls beheimatet.

### Bildungseinrichtungen
Bedeutung erlangte der kleine Ort in erster Linie als Bildungszentrum des Achentals. Neben der Grundschule in Marquartstein und der privaten Franz von Sales-Heimvolksschule im Schloss Niedernfels gibt es südlich der Kreisstadt Traunstein nur hier eine Realschule, die Achental-Realschule Marquartstein, und ein Gymnasium, das Staatliche Landschulheim Marquartstein mit zugehörigem Internat.

## Bauwerke

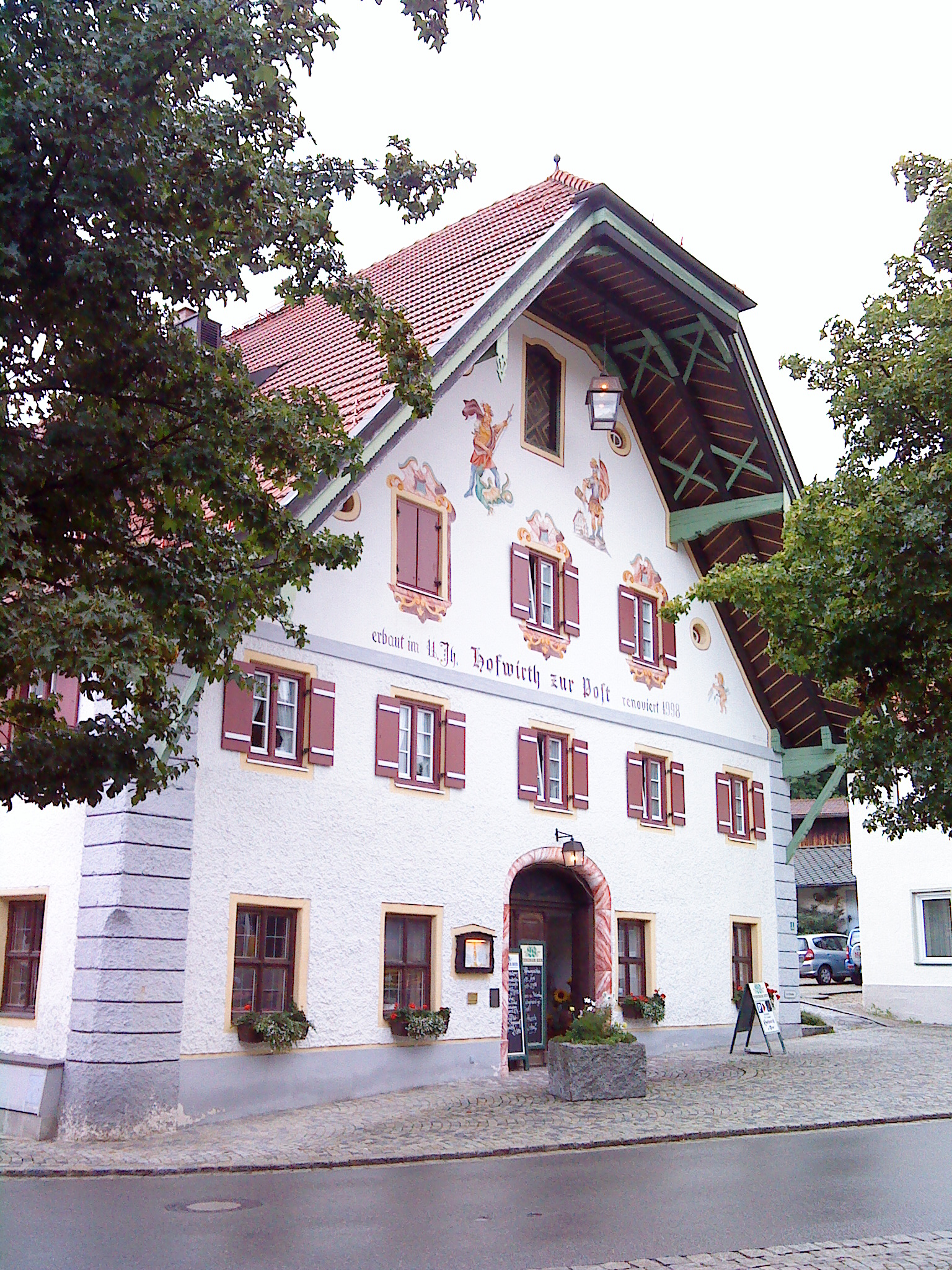
Hofwirth zur Post

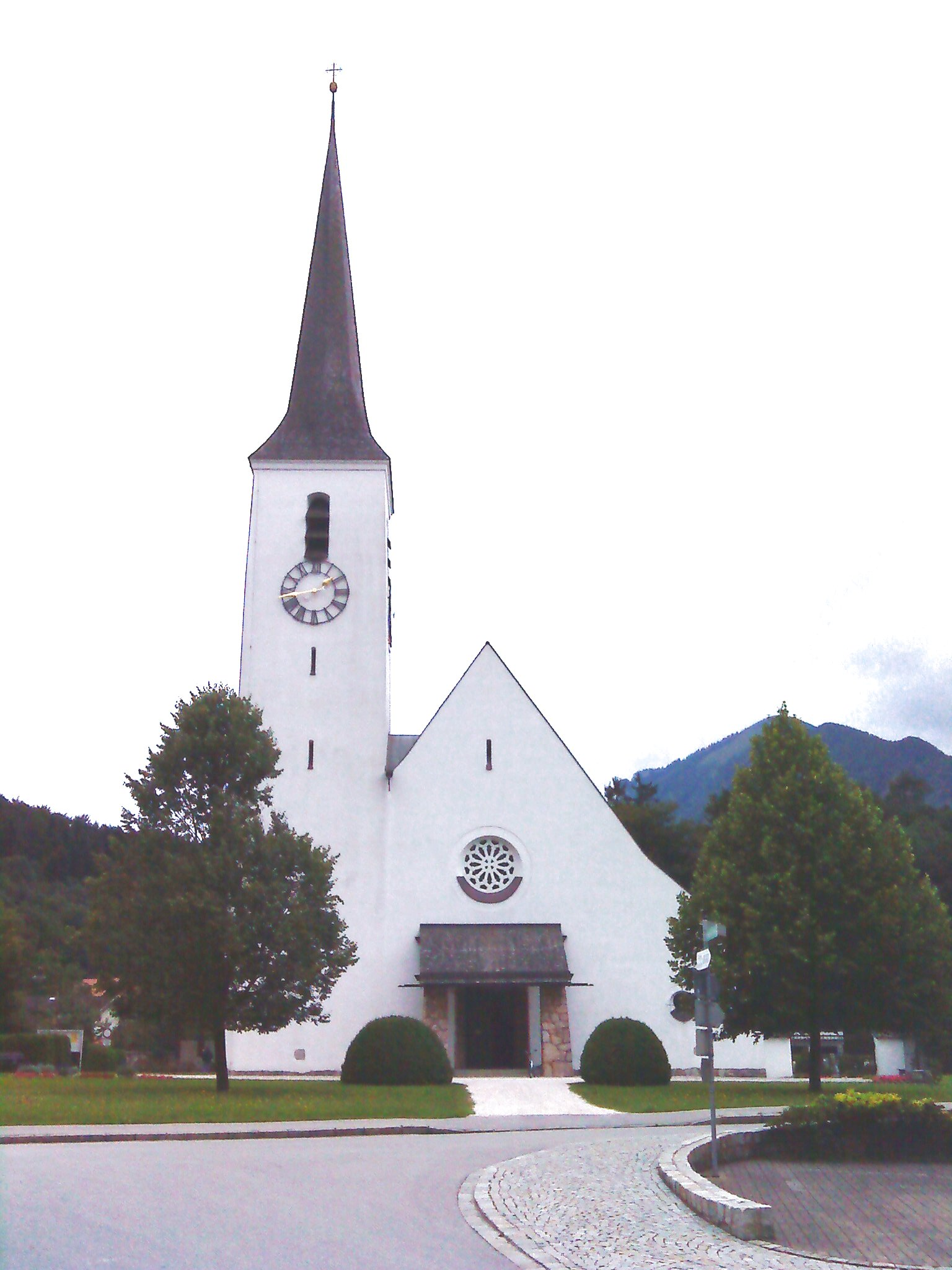
Pfarrkirche Zum kostbaren Blut

Die oben erwähnte Burg Marquartstein ist das markanteste Bauwerk des Dorfes und liegt exponiert auf einem Vorsprung im Osten. An der Burgstraße liegt außerdem ein Landhaus, in dem der Komponist Richard Strauss einige seiner wichtigsten Werke komponierte. Durch eine Gedenktafel wird an seinen Aufenthalt in Marquartstein erinnert.
Der Gasthof Hofwirth zur Post gilt als einer der ältesten Gasthöfe im gesamten Chiemgau und wurde in den 1990er-Jahren aufwändig saniert. Richard Strauss soll hier regelmäßiger Gast gewesen sein.
Die schlichte katholische Pfarrkirche Zum kostbaren Blut, von Georg Berlinger jun. 1935/36 als Saalbau mit seitlichem Turm und eingezogenem polygonalem Chor errichtet, beeindruckt durch die 1946 bis 1948 von Werner Schön geschaffene vollständige Ausmalung mit Fresken zum Credo.
Die Hochplattenbahn ist ein 1973 erbauter 1330 Meter langer Doppelsessellift, der von der auf 560 m ü. NN gelegenen Talstation Marquartstein zur Bergstation auf der Hochplatte in 1110 Metern Höhe führt. Die Hochplattenbahn wurde von der Firma Doppelmayr erbaut und verfügt über 17 Stützen.
Die um 1637 erbaute Schnappenkirche liegt in 1116 m Höhe auf dem Schnappenberg und ist vom südlichen Chiemgau aus gut sichtbar.

## Persönlichkeiten
- Der Komponist Richard Strauss war oft in Marquartstein und heiratete dort, da die Familie seiner Braut am Ort eine Sommervilla besaß. Auch einige seiner Kompositionen, darunter die Oper Feuersnot entstanden hier.
- Der Zentrumspolitiker Heinrich Haslinde starb am 26. November 1958 in Marquartstein.
- Christoph Probst, Mitglied im engsten Kreis der „Weißen Rose“, einer Widerstandsgruppe gegen den Nationalsozialismus, besuchte Anfang der 1930er Jahre das Internat des Landschulheims Marquartstein.
- Die deutsche Erzählerin und Schriftstellerin Elsa Sophia von Kamphoevener („An Nachtfeuern der Karawan-Serail“) lebte in Marquartstein bei ihrer Freundin Ilse Wilbrandt von 1952 bis zu ihrem Tod 1963.
- Der Schriftsteller William Quindt verbrachte seinen Lebensabend in Marquartstein, wo er auch starb.
- Der Schauspieler Richard Lauffen starb am 28. August 1990 in Marquartstein.
- Der Ornithologe und Farbwissenschaftler Heinrich Frieling gründete 1948 das Institut für Farbpsychologie in Marquartstein und lebte dort bis zu seinem Tod 1996.
- Der Fotograf Peter Keetman starb am 8. März 2005 in Marquartstein.
- Die Schauspielerin Elisabeth Wiedemann lebte zuletzt in Marquartstein und starb hier am 27. Mai 2015.
- Der Journalist und Klatschreporter Paul Sahner hatte im Marquartsteiner Ortsteil Lanzing sein Wochenenddomizil und starb dort am 7. Juni 2015.
- Der Musikethnologe Marius Schneider verbrachte seine letzten Lebensjahre in Marquartstein.
- Der Architekt Sampo Widmann wurde 1942 in Marquartstein geboren.